# Borgo Ticino
Borgo Ticino – miejscowość i gmina we Włoszech, w regionie Piemont, w prowincji Novara.
Według danych na rok 2004 gminę zamieszkiwały 3854 osoby, 296,5 os./km².